# Rede American Sat
A Rede American Sat foi uma rede de rádios brasileira via satélite, com sede em São Paulo. Fundada em 1996 e extinta em 2011, tinha uma programação generalista, com programas musicais, jornalísticos e esportivos.

## História
Em 1979, Marco Antônio Gonçalves funda em São Paulo a Agência América de Gravações, estúdio de gravação que inicialmente produzia spots, vinhetas, jingles e algumas radionovelas que foram exibidas por mais de 180 emissoras Brasil afora, dentre elas as rádios Difusora do Brasil, Diário do Grande ABC e São Paulo AM. A incursão bem-sucedida no mercado radiofônico levou a produtora a apostar também na distribuição de programas populares pré-gravados por locutores como Cícero Augusto, Maria Helena Matarazzo e Décio Piccinini, com até 1 hora de duração. Um diferencial desses programas foi a realização de promoções em parceria com grandes empresas, que resultaram em crescimento nos índices de audiência e participação dos ouvintes.
Em 1996, é lançada a rede de rádios American Sat, reunindo todas as produções da então Agência América. A programação, encabeçada pela faixa musical Super Sucesso, abrange também programas de entretenimento, jornalísticos e esportivos. A rede inicia suas atividades já com 72 afiliadas, fruto das parcerias anteriores para a transmissão de radionovelas e demais atrações da gravadora. 
Nos anos seguintes, a rede experimenta um período de franca expansão, chegando a ter mais de 160 afiliadas concentradas principalmente no interior do Brasil. Tal sucesso se deve a diversos fatores, como a flexibilidade de transmissão e os baixos custos para afiliação, compensados com as verbas publicitárias de âmbito nacional. Paralelamente, foi desenvolvido o sistema de rádio indoor via satélite em supermercados de todo o país, com programação personalizada para cada região e distribuição de gravações em tempo real.
Na primeira semana de 2011, a direção da produtora paulistana decide por extinguir a programação da American Sat/Super Sucesso, que à época da extinção alcançava mais de 500 municípios brasileiros. Em nota no Twitter, a rádio agradeceu às afiliadas e ouvintes pelo tempo em que esteve no ar, sem maiores detalhes do porquê da decisão de encerrar as atividades. A equipe de um dos programas da Super Sucesso, porém, afirmou em um comunicado que o fim da rede se deu por "visões e objetivos empresariais diferentes dos donos da empresa". No site oficial da American Sat, o encerramento da cadeia de emissoras é justificado pela evolução da Internet, que possibilitou o surgimento de outras produtoras e pulverizou as verbas publicitárias, impedindo o custeamento das transmissões via satélite.